# Дзуцев, Константин Хазбиевич
Константи́н Хазби́евич Дзу́цев (род. 22 октября 1970, Кемерово, СССР) — советский и российский футболист, защитник; тренер категории УЕФА Pro.

## Карьера

### Игровая
Воспитанник кемеровской СДЮСШОР. Начал выступления в кемеровском «Динамо» в турнире КФК первенства РСФСР. В 1992 году играл в составе «Динамо» во Второй лиге.
На протяжении карьеры выступал за клубы Сибири и Дальнего Востока Первого и Второго дивизионов: «Кузбасс» (1993—1994, 2006), «Заря» из города Ленинск-Кузнецкий (1995—1997), хабаровский СКА (1998), «Сибиряк» (1999), «Чкаловец-Олимпик» (2000—2001), «Чкаловец-1936» (2002—2003), барнаульское «Динамо» (2004—2005).
На профессиональном уровне провёл 276 матчей, в которых забил 18 мячей.

### Тренерская
В 2007—2009 годах работал главным тренером «Кузбасса», в 2011—2013 годах — тренер клуба «Металлург-Кузбасс», с июня 2013 по июнь 2015 года — главный тренер команды, носившей уже название «Металлург» (а во второй половине 2013 года — «Кузбасс»). С новокузнецким клубом выиграл сибирскую зону III дивизиона (ЛФЛ) (2013) и занял третье место в зоне «Восток» Первенства ПФЛ (2014/15).
С июня 2015 года — главный тренер клуба ФНЛ «Байкал». В зимнюю паузу сезона-2015/16 ушёл из «Байкала» в «Читу». С «Читой» выиграл группу «Восток» ПФЛ (2016/17). В сезоне-2017/18 занял с «Читой» в группе «Восток» лишь 4-е место из шести, но при этом был признан лучшим тренером группы «Восток». В июне 2018 года возглавил «Калугу». Спустя 4 года сотрудничество было завершено.
Тренировал сборную группы 3 ПФЛ на турнире «Переправа»—2021, с которой занял 2-е место.
В июле 2022 года был назначен на должность руководителя программы молодёжного футбола в клубе «Новосибирск», но уже 18 августа стал главным тренером таганрогского «Форте», где в итоге проработал до 19 октября того же года с результатом в 4 победы, 4 ничьих и 2 поражения в 10 матчах.
В марте 2023 года стал главным тренером клуба «Иркутск».

## Достижения
- Серебряный призёр зоны «Восток» Второго дивизиона: 2002
- Бронзовый призёр Второго дивизиона (3): 1994 (зона «Сибирь»), 2004 и 2005 (зона «Восток»)

## Статистика в качестве главного тренера

### Статистика по клубам
Суммарные показатели по результатам выступлений в чемпионате и кубке России с начала тренерской карьеры и по 6 июня 2022 г. включительно
| Клуб                  | Дивизион                | Начало работы   | Окончание работы | Итог  | Статистика | Статистика | Статистика | Статистика | Статистика | Статистика | Статистика | Статистика | Ссылка |
| Клуб                  | Дивизион                | Начало работы   | Окончание работы | Итог  | И          | В          | Н          | П          | МЗ         | МП         | РМ         | В%         | Ссылка |
| --------------------- | ----------------------- | --------------- | ---------------- | ----- | ---------- | ---------- | ---------- | ---------- | ---------- | ---------- | ---------- | ---------- | ------ |
| Кузбасс Кемерово      | Д3. Зона Сибирь. 1 лига | 1 июля 2007     | 31 января 2008   |       | 6          | 5          | 1          | 0          | 24         | 5          | +19        | 83.33      |        |
| Кузбасс Кемерово      | ПФЛ. Зона Восток        | 1 февраля 2008  | 17 ноября 2009   | 8     | 55         | 15         | 12         | 28         | 59         | 86         | -27        | 27.27      |        |
| Кузбасс Новокузнецк   | Д3. Зона Сибирь         | 17 июня 2013    | 19 октября 2013  |       | 11         | 11         | 0          | 0          | 24         | 2          | +22        | 100        |        |
| Металлург Новокузнецк | ПФЛ. Зона Восток        | 20 октября 2013 | 15 июня 2015     |       | 27         | 13         | 11         | 3          | 43         | 21         | +22        | 48.14      |        |
| Байкал Иркутск        | ФНЛ                     | 16 июня 2015    | 14 января 2016   | 18    | 26         | 8          | 1          | 17         | 24         | 40         | -16        | 30.76      |        |
| Чита                  | ПФЛ. Группа Восток      | 10 февраля 2016 | 17 июня 2018     |       | 54         | 29         | 14         | 11         | 81         | 41         | +42        | 53.70      |        |
| Калуга                | ПФЛ. Группа Центр       | 18 июня 2018    | 6 июня 2022      | 6     | 112        | 45         | 24         | 43         | 154        | 136        | +18        | 40.18      |        |
| Всего                 | Всего                   | Всего           | Всего            | Всего | 291        | 126        | 63         | 102        | 409        | 331        | +78        | 43.30      |        |

### Статистика по турнирам
| Лига         | Сезоны                            | КС | Статистика | Статистика | Статистика | Статистика | Статистика | Статистика | Статистика | Статистика | Примечание |
| Лига         | Сезоны                            | КС | И          | В          | Н          | П          | МЗ         | МП         | РМ         | В%         | Примечание |
| ------------ | --------------------------------- | -- | ---------- | ---------- | ---------- | ---------- | ---------- | ---------- | ---------- | ---------- | ---------- |
| ЛФЛ          | 2007, 2013                        | 2  | 17         | 16         | 1          | 0          | 48         | 7          | +41        | 94.12      |            |
| ПФЛ          | 2008 − 2009, 2014/15, 2016 − 2022 | 9  | 230        | 92         | 56         | 82         | 303        | 263        | +40        | 40.00      |            |
| ФНЛ          | 2015/16                           | 1  | 24         | 7          | 1          | 16         | 20         | 36         | -16        | 29.17      |            |
| Кубок России | 2008 − 2022                       | 9  | 20         | 11         | 5          | 4          | 38         | 25         | +13        | 55.00      |            |
| Всего        | Всего                             | 12 | 291        | 126        | 63         | 102        | 409        | 331        | +78        | 43.30      |            |